# Comuna de Chybie
Chybie (polaco: Gmina Chybie) é uma gminy (comuna) na Polónia, na voivodia de Santa Cruz e no condado de Cieszyński. A sede do condado é a cidade de Chybie.
De acordo com os censos de 2004, a comuna tem 9001 habitantes, com uma densidade 283,1 hab/km².

## Área
Estende-se por uma área de 31,8 km², incluindo:
- área agrícola: 53%
- área florestal: 27%

## Demografia
Dados de 30 de Junho 2004:
|                      | Total   | Total | Mulheres | Mulheres | Homens  | Homens |
| -------------------- | ------- | ----- | -------- | -------- | ------- | ------ |
|                      | pessoas | %     | pessoas  | %        | pessoas | %      |
| População            | 9001    | 100   | 4589     | 51       | 4412    | 49     |
| Densidade (pop./km²) | 283,1   | 100   | 144,3    | 144,3    | 138,7   | 138,7  |

De acordo com dados de 2002, o rendimento médio per capita ascendia a 1161,2 zł.

## Comunas vizinhas
- Czechowice-Dziedzice, Goczałkowice-Zdrój, Jasienica, Skoczów, Strumień